# Vaginaltumor
Ein Vaginaltumor ist eine tumoröse Veränderung im Bereich der Vagina des Menschen oder anderer Säugetiere. 

## Vaginaltumoren der Frau
Primäre Vaginaltumoren sind eher seltene Tumorerkrankungen. Der Großteil der bösartigen Tumoren sind sekundäre Tumoren, die von den angrenzenden Geschlechtsorganen (Vulva, Gebärmutter) ausgehen oder als Metastasen (vor allem von anderen Genitaltumoren) entstehen.
Epitheliale Tumoren
Gutartige Tumoren der Vagina (Vaginalpolypen) sind sehr selten. Krebsvorstufen wie die Vaginale intraepitheliale Neoplasie sind wesentlich seltener als im Bereich der Gebärmutter oder des Gebärmutterhalses. Mehr als 90 % der bösartigen Tumoren (Vaginalkarzinome) sind Plattenepithelkarzinome, den übrigen Anteil machen Adenokarzinome aus.
Mesenchymale Tumoren
Gutartige mesenchymale Tumoren zeigen sich als kleine Knötchen. Sie treten als Fibrome, Myome, Neurofibrome, Hämangiome, Myxome oder Mischtumoren auf. Bösartige mesenchymale Tumoren (Sarkome) machen weniger als 2 % aller bösartigen Vaginaltumoren aus. Am häufigsten ist hier das embryonale Rhabdomyosarkom, welches vor allem im Kindesalter auftritt. Bei erwachsenen Frauen treten Leiomyosarkome auf.

## Vaginaltumoren bei Tieren
Bei Haushunden machen Vaginaltumoren etwa 2 % aller Tumorerkrankungen aus. Sie treten vor allem bei unkastrierten älteren Hündinnen auf und sind meist gutartig (Leiomyome, Fibrome, Polypen). Im südlichen Europa kommt auch das übertragbare Sticker-Sarkom vor. Relativ häufig sind Vaginaltumoren bei älteren Hausmeerschweinchen, wobei hier Leiomyome überwiegen.